# Military Cross

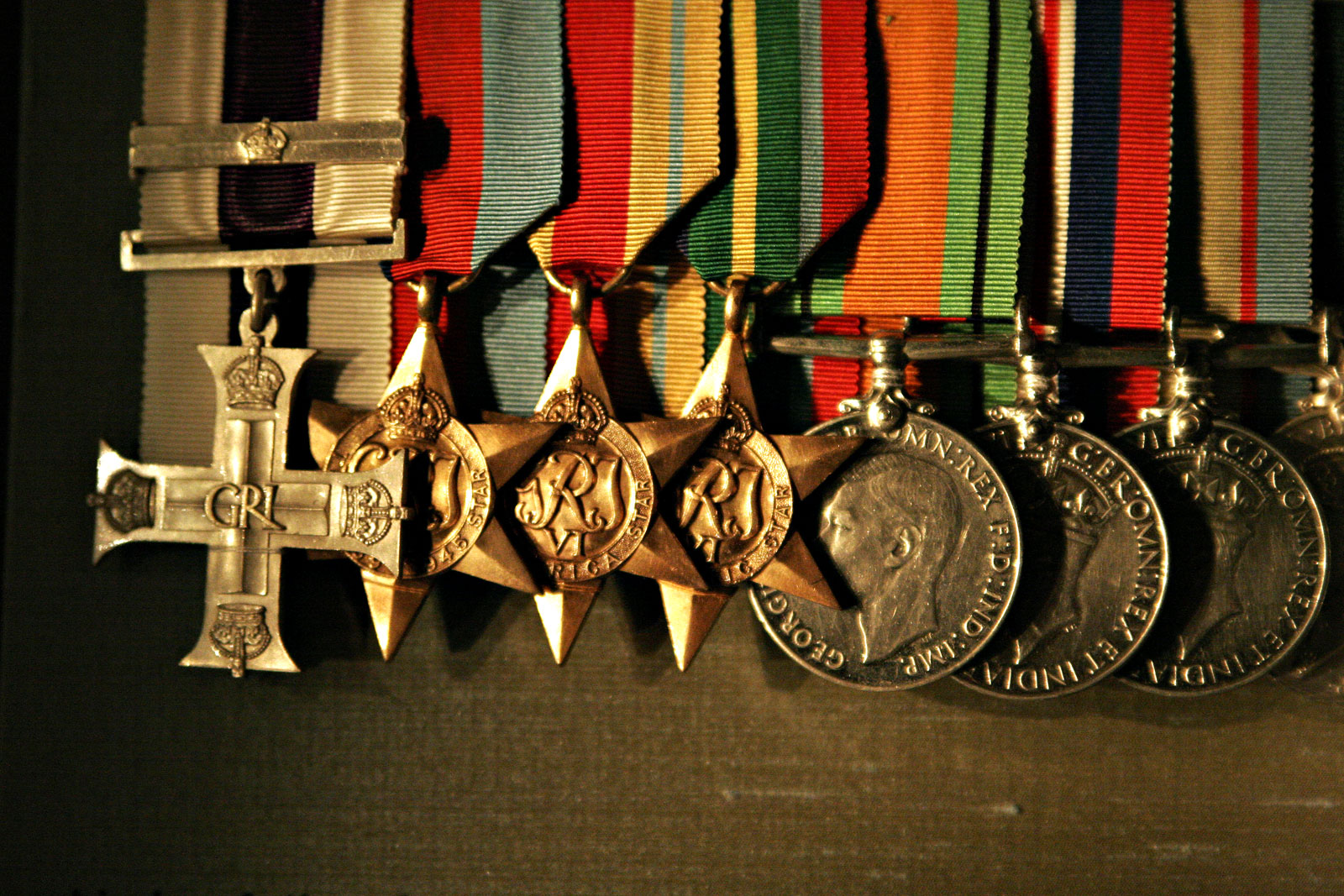
Een decoratiegesp met Britse militaire onderscheidingen, opgemaakt in hofstijl. Het Military Cross, geheel links op de foto, draagt een gesp met kroon op het lint ten teken dat deze onderscheiding een tweede keer is toegekend.

Het Military Cross (afgekort tot MC) is een Britse dapperheidsonderscheiding die wordt uitgereikt aan officieren en (sinds 1993) ook aan militairen in de lagere rangen van het Britse leger. De onderscheiding werd vroeger ook uitgereikt aan officieren van de legers van de staten van het Gemenebest van Naties. De onderscheiding, die ook postuum uitgereikt mag worden, wordt gegeven aan hen die "...moedig optreden tijdens operaties tegen de vijand".
De onderscheiding wordt sinds 28 december 1914 uitgereikt aan officieren in de rang van kapitein en lager en aan Warrant Officieren (door een minister aangesteld). Sinds 1931 wordt de onderscheiding gegeven aan officieren tot en met de rang van majoor en aan de lagere officieren van de Royal Air Force voor missies op de grond.
Hoofd- en vlagofficieren die zich door dapperheid onderscheiden konden met de Distinguished Service Order, het George Kruis of het Victoria Kruis worden gedecoreerd.
Na de herziening van het systeem in 1993 heeft het Military Cross de plaats ingenomen van de voor onderofficieren en manschappen bestemde Military Medal. Hierdoor is het mogelijk geworden dat dezelfde onderscheidingen voor dapperheid uitgereikt kunnen worden aan alle rangen binnen het Britse Leger. Boven het Military Cross komen het in 1993 ingestelde Conspicuous Gallantry Cross en het Victoria Cross. Degenen die de onderscheiding mochten ontvangen, mogen achter hun naam MC zetten, als teken dat zij het Military Cross dragen.

## Beschrijving
- Hoogte: maximaal 46 mm
- Breedte: maximaal 44 mm
- Kruis met rechte armen met op de uiteinden de keizerlijke kroon van de Britse vorst(in). Het kruis wordt gekenmerkt met horizontale en verticale balken. In het midden staan de initialen van de koning of koningin van het Verenigd Koninkrijk op het moment van de uitreiking.
- De achterzijde van de onderscheiding was tot 1938 leeg. Sinds 1938 staat de naam van de ontvanger vermeld en het jaar waarin de uitreiking plaatsvond.
- De baton heeft drie verticale strepen. Van links naar rechts: wit, paars, wit. Wanneer een tweede Military Cross aan een militair wordt verleend draagt men een "bar", een gesp met een kleine kroon, op het lint. Op de baton wordt dan een zilveren roos bevestigd.

Op 21 maart 2007 ontving de Britse soldaat Michelle Norris, 19 jaar oud, een militair paramedicus van het Royal Army Medical Corps, als eerste vrouw een Military Cross uit handen van Koningin Elizabeth II. Michelle Norris heeft bij een inzet in Irak onder zwaar vijandelijk vuur haar pantserwagen verlaten om gewonden te verzorgen.
In het conflict om de Falkland Eilanden werd het Military Cross vijfmaal verleend.

## Nederlandse dragers
- Pieter Gerbrands
- Jhr Frederik Willem Edzard Groeninx van Zoelen
- Adriaan Slob jr. (1918-1945)[5]

## Statistische samenvatting van de Military Cross onderscheiding[6]
| Gebeurtenis                       | MC     | Gesp | 2e Gesp | 3e Gesp | Totaal |
| --------------------------------- | ------ | ---- | ------- | ------- | ------ |
| Eerste Wereldoorlog               | 37.104 | 2984 | 168     | 4       | 40.260 |
| Tweede Wereldoorlog               | 10.386 | 482  | 24      | -       | 10.892 |
| Koreaanse Oorlog                  | 182    | 1    | -       | -       | 183    |
| Falklandoorlog                    | 5      | -    | -       | -       | 5      |
| Golfoorlog                        | 16     | -    | -       | -       | 16     |
| Oorlog in Afghanistan (2001-2021) | 188    | -    | -       | -       | 188    |
| Totaal aantal Military Crosses    | 47.881 | 3468 | 192     | 4       | 51.534 |